# Strong Women's Championship
Le Strong Women's Championship (STRONG女子王座, STRONG Joshi Ōza) ou championne Strong, est un championnat de catch (lutte professionnelle) féminin de la New Japan Pro-Wrestling (NJPW). La création du championnat a été annoncée par la NJPW le 27 avril 2023. Le titre est créé pour l'émission NJPW Strong Live, une émission de la NJPW produite aux États-Unis. La première championne était Willow Nightingale, qui a battu Mercedes Moné lors d'une finale de tournoi à Resurgence pour remporter le championnat.

## Histoire
En 2022, la New Japan Pro-Wrestling (NJPW) crée une division féminine. Le 29 juillet de la même année, la promotion crée le Championnat féminin IWGP, le premier titre féminin de l'histoire de l'entreprise,, qui a été remporté pour la première fois par Kairi. Le championnat est créé pour être le premier titre de la division féminine de la NJPW et est destiné à être défendu lors d'événements organisés au Japon par la NJPW et la société sœur de la NJPW, World Wonder Ring Stardom (ou Stardom), une promotion de joshi puroresu (catch féminin japonais).
Le 27 avril 2023, la NJPW annonce la création du Strong Women's Championship, le championnat majeur féminin de la branche américaine de la NJPW, Strong Live . La promotion annonce également un tournoi à élimination directe composé de quatre femmes pour déterminer la première championne, qui se tiendra à Resurgence le 21 mai à Long Beach, en Californie. Le tournoi met en vedette des représentants des partenaires de la NJPW : la All Elite Wrestling (AEW), le Consejo Mundial de Lucha Libre (CMLL) et la Stardom. Les participants au tournoi sont l'ancienne championne féminine de l'IWGP, Mercedes Moné (NJPW), Momo Kohgo (Stardom), Stephanie Vaquer (CMLL) et Willow Nightingale (AEW). À Resurgence, Nightingale devient la première championne en battant Moné en finale.

### Tournoi inaugural

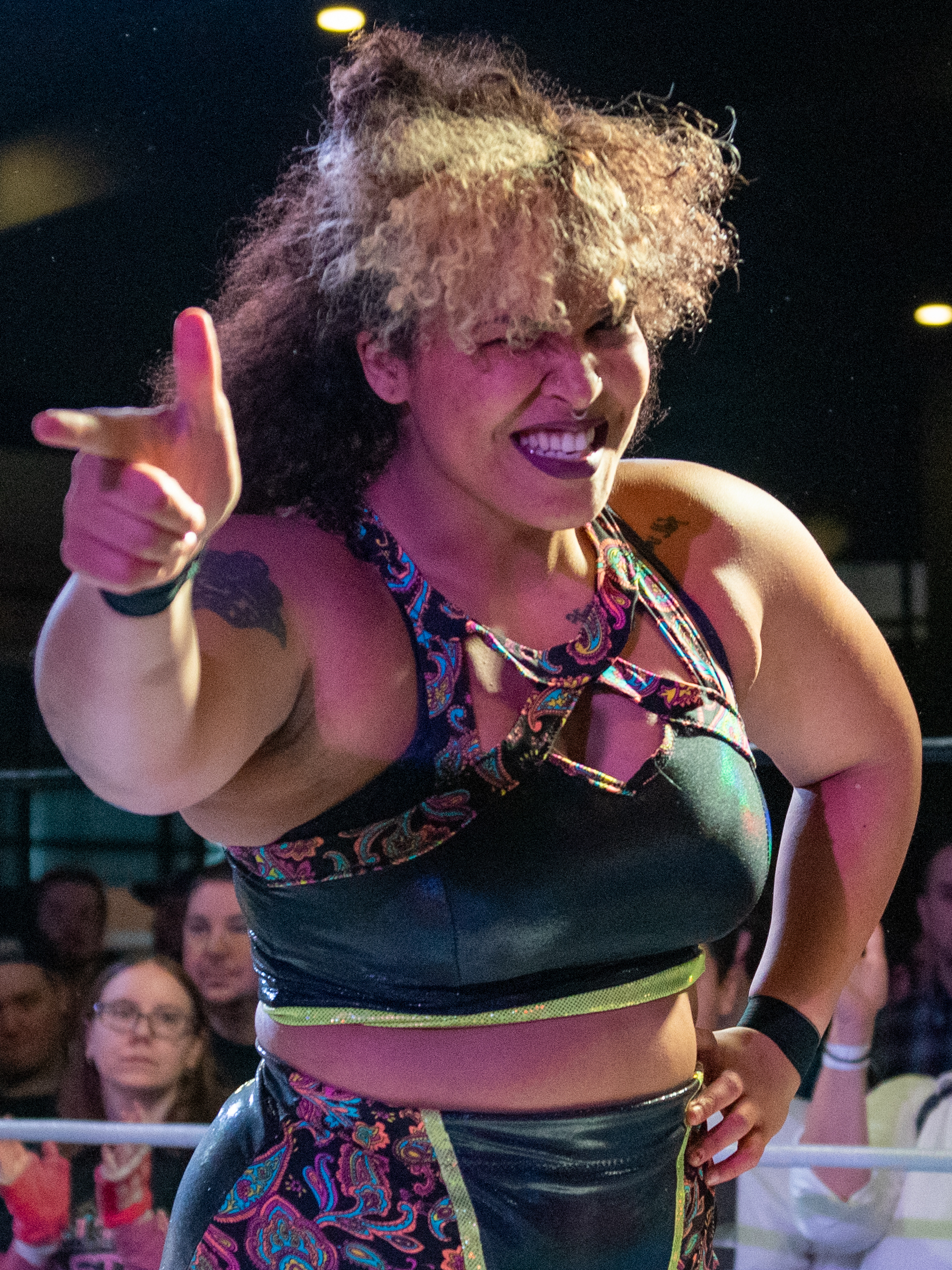
Willow Nightingale, première championne Strong

|  | Demi-finales Resurgence (21 mai) | Demi-finales Resurgence (21 mai) |       |  | Finale Resurgence (21 mai) | Finale Resurgence (21 mai) |  |
|  |                                  |                                  |       |  |                            |                            |  |
|  | Mercedes Moné                    | Tombé                            |       |  |                            |                            |  |
|  | Stephanie Vaquer                 | 11:55                            |       |  |                            |                            |  |
|  |                                  |                                  |       |  | Mercedes Moné              | 9:34                       |  |
|  |                                  | Willow Nightingale               | Tombé |  |                            |                            |  |
|  | Momo Kohgo (en)                  | 9:37                             |       |  |                            |                            |  |
|  | Willow Nightingale               | Tombé                            |       |  |                            |                            |  |

La première défense du titre s'est déroulé le 31 mai 2023 où Nightingale conserve contre Emi Sakura (en) lors de l'édition du 2 juin 2023 (date de diffusion) d'AEW Rampage.

## Règnes

### Liste des règnes
| N | Championne         | Changement de titre | Changement de titre            | Changement de titre     | Statistiques de règne | Statistiques de règne | Statistiques de règne | Notes                                                                                       | Ref.   |
| N | Championne         | Date                | Évènement                      | Lieu                    | Règne                 | Jours                 | Défenses              | Notes                                                                                       | Ref.   |
| - | ------------------ | ------------------- | ------------------------------ | ----------------------- | --------------------- | --------------------- | --------------------- | ------------------------------------------------------------------------------------------- | ------ |
| 1 | Willow Nightingale | 21 mai 2023         | Resurgence                     | Long Beach (Californie) | 1er                   | 45                    | 2                     | En battant Mercedes Moné en finale d'un tournoi pour devenir la première championne Strong. | [ 5 ]  |
| 2 | Giulia             | 5 juillet 2023      | NJPW Independence Day (nuit 2) | Tokyo, Japon            | 1er                   | 248                   | 8                     |                                                                                             | [ 7 ]  |
| 3 | Stephanie Vaquer   | 10 mars 2024        | Cinderella Tournament Night 2  | Tokyo, Japon            | 1er                   | 112                   | 4                     |                                                                                             | [ 8 ]  |
| 4 | Mercedes Moné      | 30 juin 2024        | Forbidden Door                 | Elmont (New York)       | 1er                   | 314                   | 4                     |                                                                                             | [ 9 ]  |
| 5 | AZM (en)           | 9 mai 2025          | Resurgence                     | Ontario (Californie)    | 1er                   | 1+                    | 0                     | Dans un match à trois impliquant Mina Shirakawa.                                            | [ 10 ] |

### Règnes combinés
| Rang | Catcheuse          | Règnes | Défenses | Durée | 1re victoire  |
| ---- | ------------------ | ------ | -------- | ----- | ------------- |
| 1    | Mercedes Moné      | 1      | 4        | 314   | 30 juin 2024  |
| 2    | Giulia             | 1      | 8        | 248   | 5 juill. 2023 |
| 3    | Stephanie Vaquer   | 1      | 4        | 112   | 10 mars 2024  |
| 4    | Willow Nightingale | 1      | 2        | 45    | 21 mai 2023   |
| 5    | AZM (en)           | 1      | 0        | 1+    | 9 mai 2025    |

## Voir également
- IWGP Women's Championship
- Strong Openweight Championship
- Strong Openweight Tag Team Championship